# Lyncodon patagonicus
Belette de Patagonie
Genre
Espèce
Statut de conservation UICN

 LC  : Préoccupation mineure
La belette de Patagonie (Lyncodon patagonicus) est la seule espèce représentante du genre Lyncodon, famille des Mustélidés. C'est un petit mammifère terrestre qui vit dans la pampa en Amérique du Sud. Sortant seulement au crépuscule et chassant surtout la nuit, il est rarement observé bien que l'on suppose qu'il n'est pas menacé d'extinction. En anglais, elle est appelée belette de Patagonie (Patagonian Weasel). Cette espèce fut mentionnée dans le journal de Syms Covington, qui accompagna Charles Darwin lors de son voyage à bord du HMS Beagle.

## Description et comportement
Ce mustélidé mesure de 30 à 35 cm avec une queue de 6 à 9 cm. Son pelage est gris avec une poitrine noire et une tête blanche. Il se nourrit en chassant la nuit des rongeurs et des oiseaux. C'est un animal qui est difficilement observable dans la nature, c'est pourquoi l'étude de son comportement est incomplète.

## Répartition

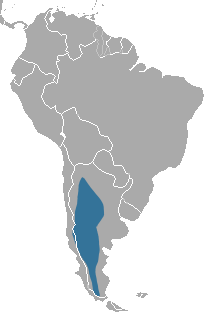
Aire de répartition de Lyncodon patagonicus, en Amérique du Sud

On rencontre cet animal dans la pampa en Amérique du Sud, de la Patagonie de l'Argentine et du Chili.

## Classification
Cette espèce a été décrite pour la première fois en 1842 par le zoologiste français Henri-Marie Ducrotay de Blainville (1777-1850) et le genre Lyncodon par le zoologiste français Paul Gervais (1816-1879).

### Liste des sous-espèces
Selon Catalogue of Life (4 juin 2013) :
- sous-espèce Lyncodon patagonicus patagonicus (de Blainville, 1842)
- sous-espèce Lyncodon patagonicus thomasi Cabrera, 1928